# 7648 Tomboles
7648 Tomboles eller 1989 TB1 är en asteroid i huvudbältet som upptäcktes den 8 oktober 1989 av de båda japanska astronomerna Toshimasa Furuta och Yoshikane Mizuno vid Kani-observatoriet. Den är uppkallad efter amatörastronomen Tom Boles.
Asteroiden har en diameter på ungefär 4 kilometer.